# Hybridkühlturm

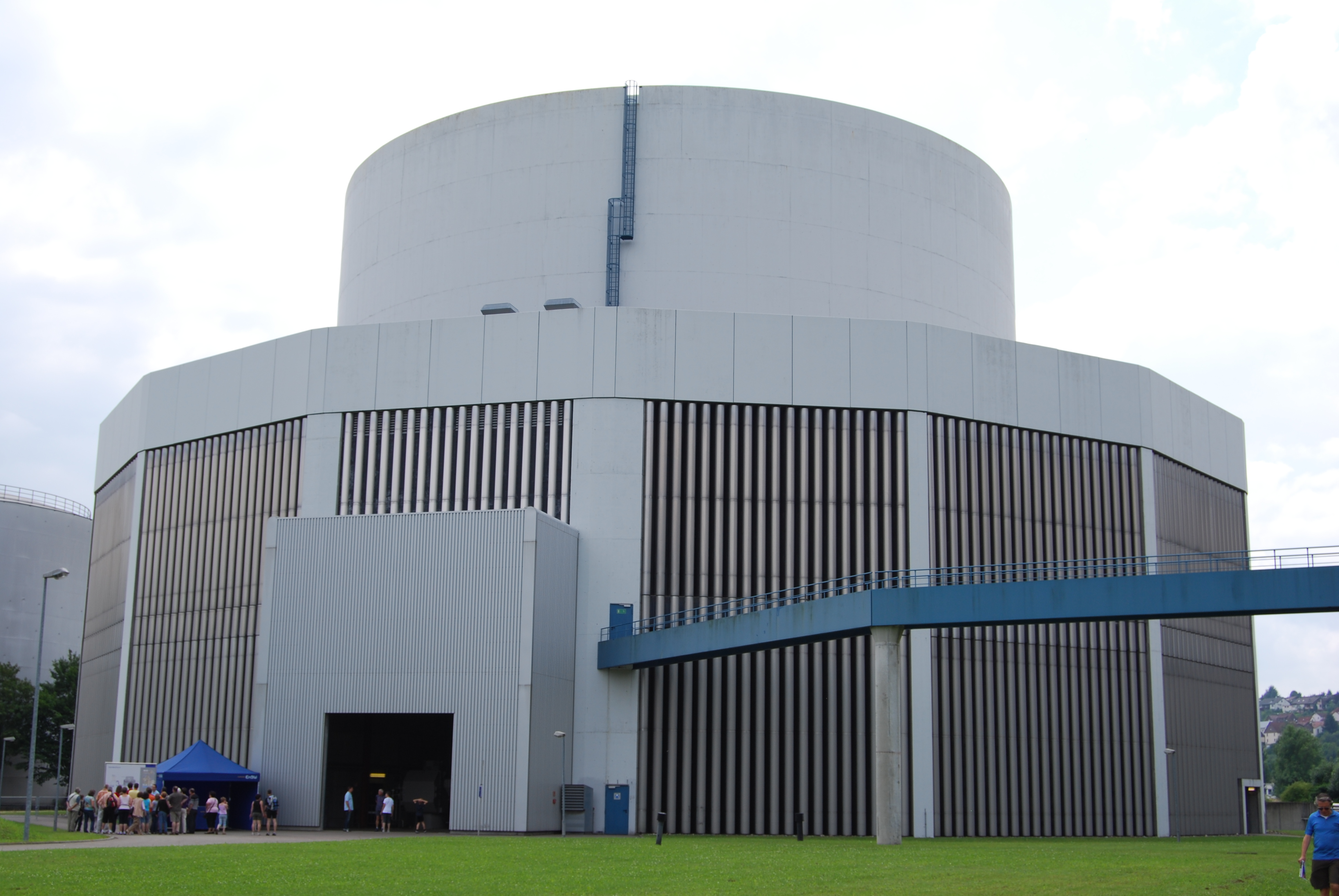
Nahaufnahme des Hybridkühlturms des Kraftwerksblocks Altbach 2

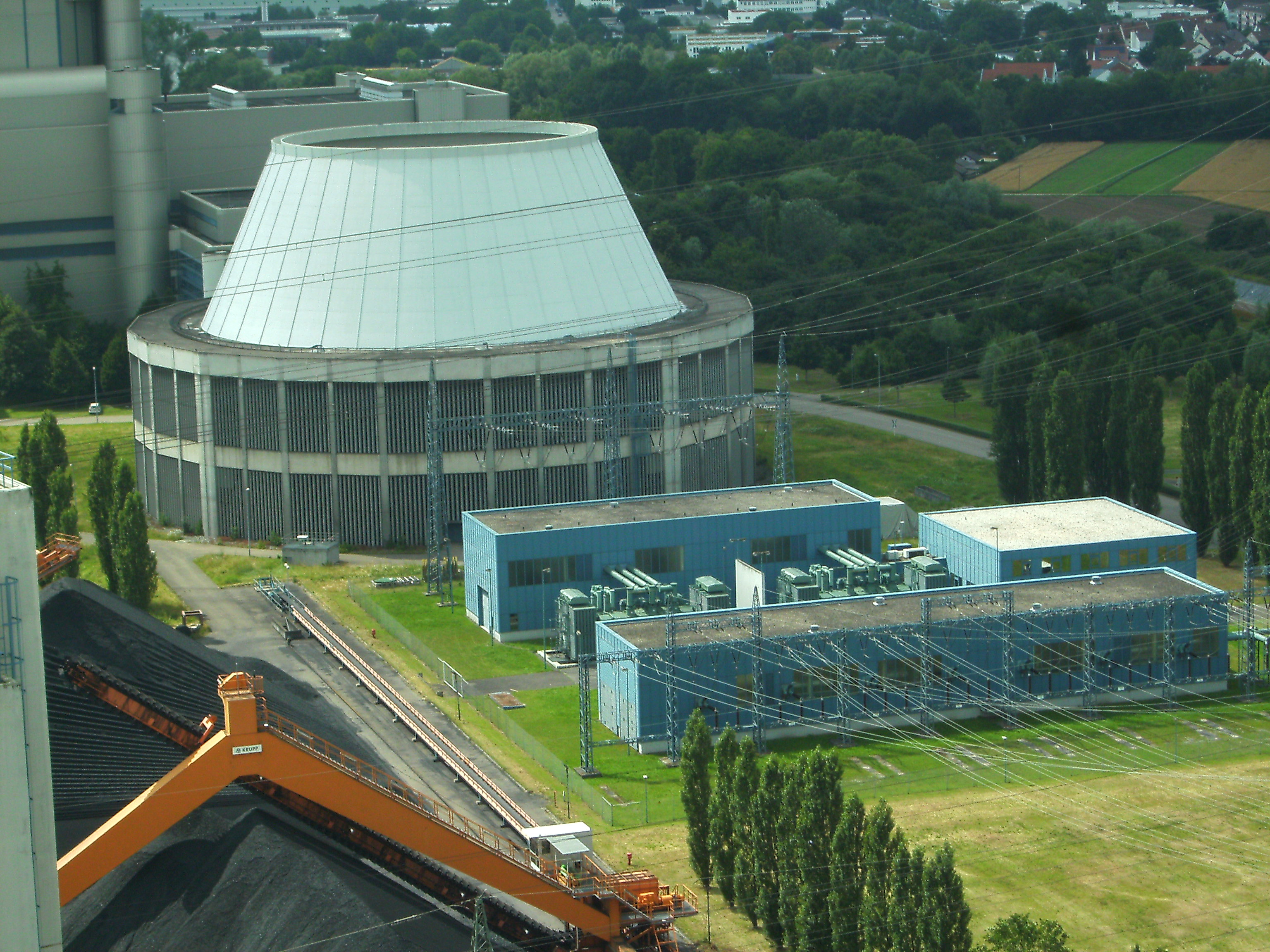
Kraftwerk Altbach/Deizisau 1 mit Hybridkühlturm

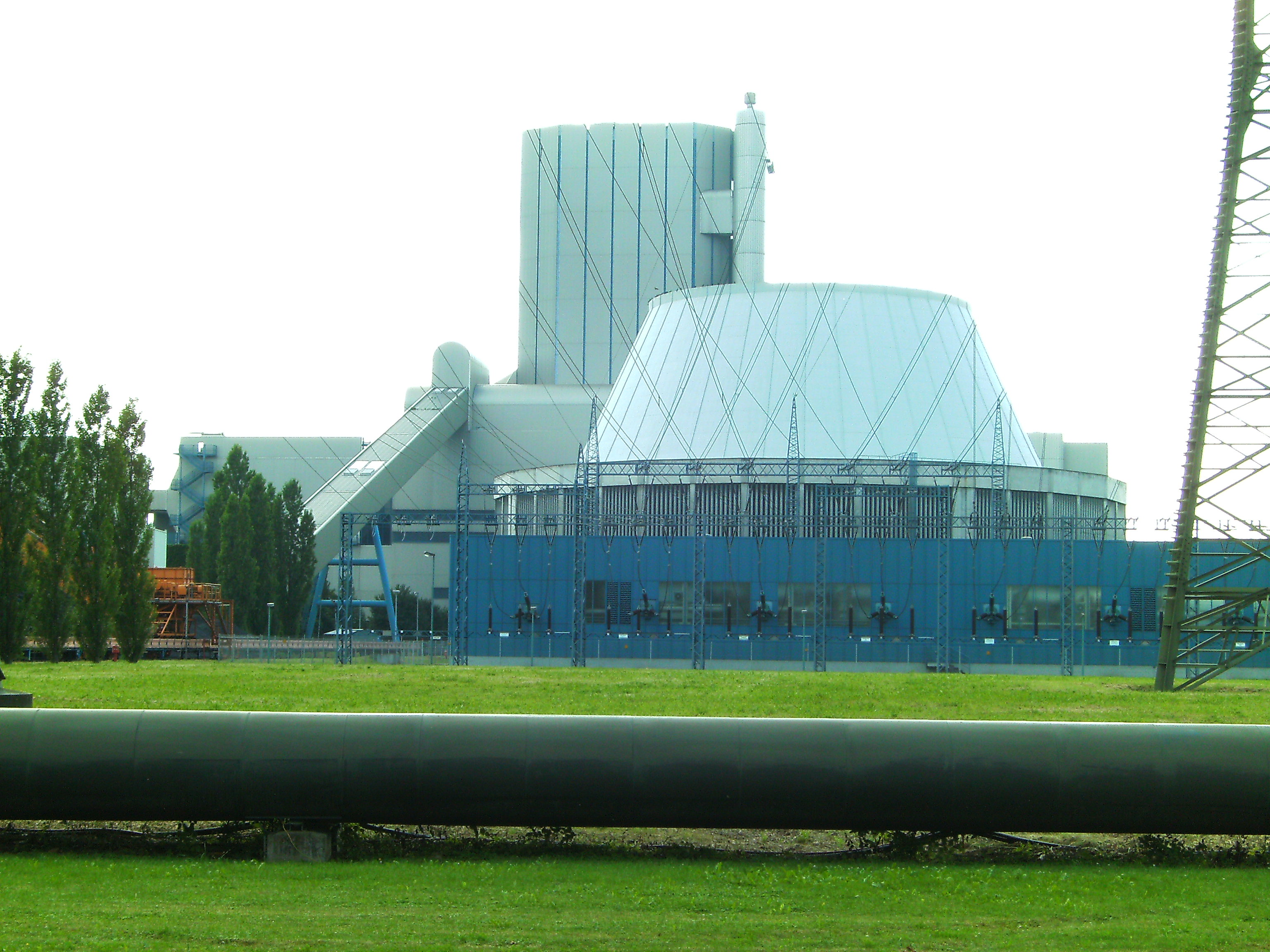
Kraftwerk Altbach/Deizisau 1 mit Hybridkühlturm

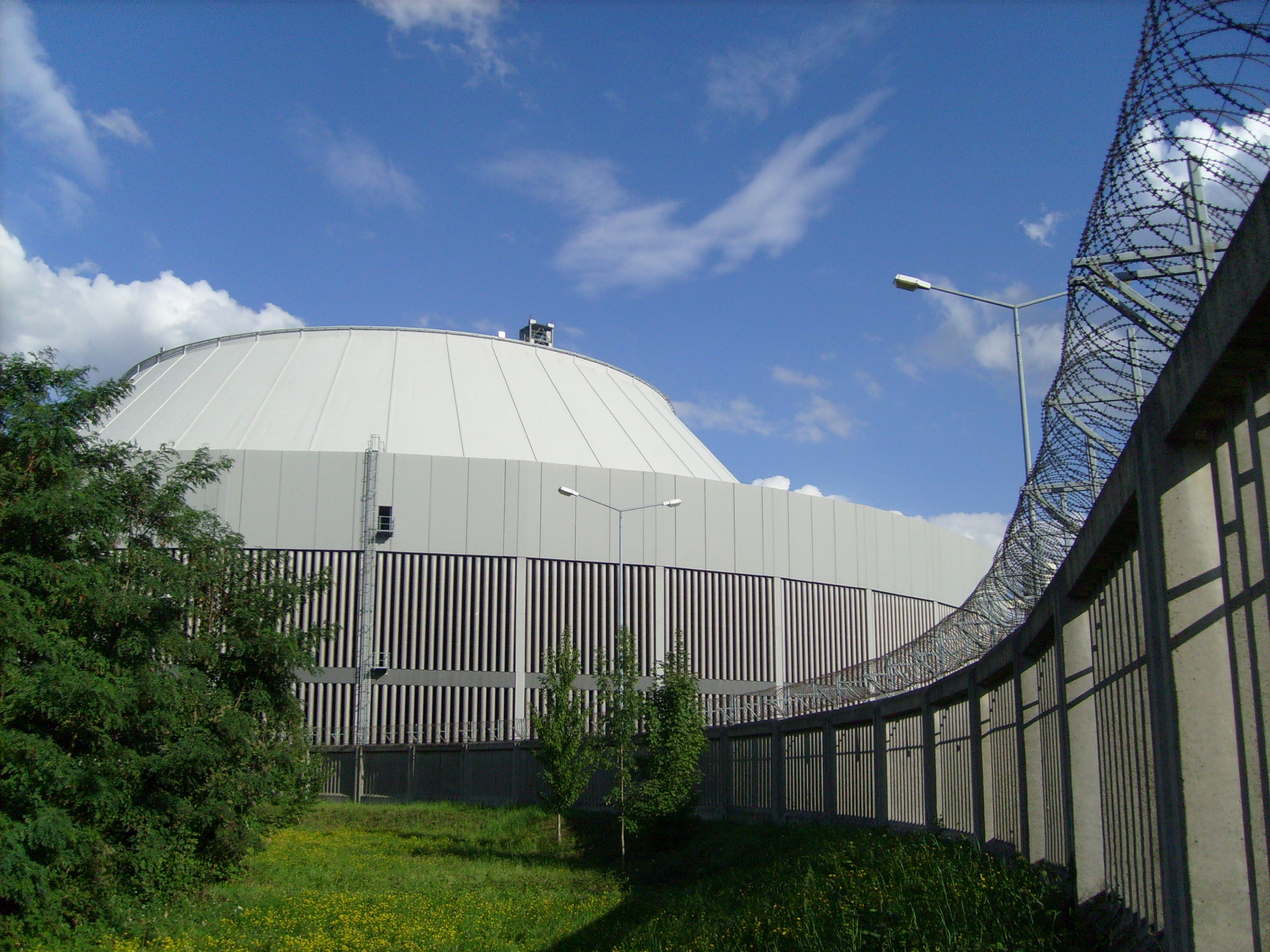
Kernkraftwerk Neckarwestheim 2 mit Hybridkühlturm

Ein Hybridkühlturm ist die Bauform eines Kühlturms, welche die Vorteile von Nass- und Trockenkühltürmen in sich vereint.
Die Kondensationsenthalpie wird über einen Kreislauf durch den Kühlturm an die Umgebung abgeführt. Durch die Trockenkühlung werden die austretenden Schwaden stark minimiert.

## Aufbau
Der Hybridkühlturm ist zweigeschossig in einer zylindrischen Form mit kegelstumpfförmigen Schlot aufgebaut. Im unteren Teil des Hybridkühlturmes befindet sich die Nassteilebene mit klassischen Kühleinbauten wie Kühleinbau aus Kunststoff, Wasserverteilung mit Sprüharmaturen und der Tropfenfang. Die obere Ebene des Hybridkühlturmes, der sogenannte Trockenteil, dient ausschließlich der Schwadentrocknung und trägt nur einen kleinen Teil zur Gesamtkühlleistung des Hybridkühlturmes bei.

### Nassteil
Der Nassteil des Hybridkühlturms besteht aus Wasserverteilung, Kühleinbauten und Tropfenfang. Das von den Hauptkühlwasserpumpen geförderte, warme Kühlwasser gelangt über den oder die Steigeschächte in die Wasserverteilungsebene und wird dort verrieselt. Ventilatoren fördern kalte Luft in das Innere des Kühlturmes und sorgen somit für eine Abkühlung (Verdunstung und Konvektion) des herabregnenden Kühlwassers. Bei An- und Abfahrvorgängen sowie bei Schwachlastbetrieb im Winter kann der Kühleinbau über den 100-%-Bypass umfahren werden. Auf der Saugseite wie auch hinter dem Tropfenfang sind Schallkulissen angebracht um die Schallemissionen zu reduzieren.
Der Nassteil eines Hybridkühlturmes entspricht der klassischen Bauweise eines gewöhnlichen Naturzug- oder Zellenkühlturmes.

### Trockenteil
Im Trockenteil des Hybridkühlturmes (obere Ebene) sind Wärmeübertragerpakete (Rippenrohrbündel) angeordnet. Diese werden mit warmen Kühlwasser (ca. 20 % des Hauptkühlwassermassenstromes), welches direkt mit Pumpen dem Steigeschacht entnommen wird, durchströmt.
Die Ventilatoren des Trockenteiles saugen kalte Luft von außen ein. Diese Luft wird durch die Rippenrohrbündel geleitet, erwärmt und in den oberen Bereich des Kühlturmes eingeblasen. Durch die Zuführung der warmen Luft werden die feuchten, gesättigten Kühlturmschwaden getrocknet. Das heißt, die Zufuhr der warmen Luft sorgt für eine Verschiebung des Sättigungspunktes in den ungesättigten Bereich und die sichtbaren Kühlturmschwaden verschwinden.
Das durch die Rippenrohrbündel des Trockenteiles geleitete Kühlwasser wird in den Nassbereich geleitet und dort ebenfalls verrieselt.
Da die Elemente des Trockenteiles im Kraftschluss betrieben werden, müssen aus der oberen Wasserkammer Luft und Inertgase von Evakuierungspumpen abgesaugt werden. Um einen guten Wärmeübergang auf der Wasserseite zu gewährleisten, werden die Rohre, wie auch im Kondensator, kontinuierlich durch Schwammgummikugeln (Taproggeanlage) gereinigt.

## Betriebsweise
Für einen Hybridkühlturm sind drei Betriebszustände möglich.
Der erste Betriebszustand ist der Bypassbetrieb, beim An- oder Abfahren des Kraftwerkes bzw. des Hybridkühlturmes. Das gesamte Kühlwasser wird über den Bypass gefahren und gelangt ungekühlt in die Kühlturmtasse. Nass- und Trockenteil sind außer Betrieb.
Der zweite Betriebszustand ist der reine Nassbetrieb. Der gesamte Kühlwassermassenstrom wird im Nassteil des Kühlturmes verrieselt, der Trockenteil ist außer Betrieb (Ventilatoren Trockenteil aus und keine Durchströmung der Rippenrohrbündel). Der Kühlturmschwaden wird nicht getrocknet und ist daher in der Regel sichtbar.
Wird der Trockenteil ebenfalls in Betrieb genommen, spricht man vom Hybridbetrieb. Der sichtbare Kühlturmschwaden wird durch das Zuführen warmer Luft reduziert.
Meist wird nachts bzw. bei feuchtkalter Witterung im reinen Nassbetrieb, bei normalen Umgebungsverhältnissen im Hybridbetrieb gefahren.
Durch eine Drehzahlregelung der Ventilatormotoren und die Zu- und Abschaltung einzelner Kühlturmbereiche (Teilflächen) ist eine sehr feine Regelung des Hybridkühlturmes und damit Anpassung an die geforderte Betriebsweise möglich. Im Winter, bei kalten Umgebungslufttemperaturen, oder bei Auskopplung von Fernwärme wird die Ventilatordrehzahl reduziert um ein Einfrieren des Kühlturmes zu verhindern. Auch die Außerbetriebnahme von Teilflächen und der Bypassbetrieb sorgen für die nötige Reduzierung der Kühlleistung.

## Vor- und Nachteile

### Vorteile
- Geringe Bauhöhe (ca. 50–65 Meter) gegenüber einem Naturzug-Nasskühlturm (100–200 Meter)
- Vermeidung von Dampfschwaden und der damit verbundenen Veränderung des Mikroklimas, damit verbunden eine verbesserte Genehmigungsfähigkeit
- Optimierung der Kaltwassertemperatur und des Kondensatordruckes sowie reduzierter Eigenbedarf bei reiner Nassfahrweise
- Gute Regelbarkeit und Anpassung an geforderte Betriebsweisen
- Kühlturm in Rundbauweise, zur Erzeugung einer kompakten Schwadensäule mit hoher Austrittsgeschwindigkeit liegt je nach Größe ca. 6 m/s bei Nassbetrieb, 11 m/s bei Hybridbetrieb

### Nachteile
- Hohe Investitionskosten durch einen sehr hohen Anteil maschinentechnischer Komponenten. Die Kosten belaufen sich auf das ca. fünf- bis achtfache eines Naturzugkühlturmes gleicher Leistungsgröße.
- Hoher elektrischer Eigenbedarf und damit eine markante Reduzierung des Kraftwerkswirkungsgrades (z. B.: der Hybridkühlturm des 1640 MW Kohlekraftwerks Moorburg (Baujahr 2011) benötigt ca. 10 MWel Leistung. Der Hybridkühlturm des 1300-MW-Kernkraftwerks Neckarwestheim (Block 2) aus dem Jahr 1988 benötigt ca. 25 MWel Leistung.)
- Hohe Schallemissionen durch den Betrieb der Ventilatoren und eine hohe Regendichte. Die Einhaltung schalltechnischer Auflagen ist nur durch die Installation umfangreicher Schallschutzmaßnahmen möglich.

## Verbreitung
Hybridkühltürme sind bisher nur wenig verbreitet. Als erste Kraftwerke in Deutschland wurden das Kraftwerk Altbach/Deizisau sowie der Block 2 des Kernkraftwerks Neckarwestheim mit Hybridkühltürmen ausgerüstet.

Das Kohlekraftwerk Moorburg in Hamburg hat ebenfalls einen Hybridkühlturm.
RWE plante, den beabsichtigten Neubau des Blockes BoAplus im Kraftwerk Niederaußem mit einem Hybridkühlturm auszurüsten.
Diese Planungen wurden im April 2019 eingestellt.
Die geplanten, jedoch derzeit sistierten Neubauten der schweizerischen Kernkraftwerke Niederamt, Beznau 3 und Mühleberg 2 sollten ebenfalls Hybridkühltürme erhalten.
Bei den Bergwerken der RAG an Rhein und Ruhr wurden teilweise Hybridkühltürme in Kombination mit Zellenkühlern für die Kühlleistung zur Bewetterung eingesetzt.
| Brennstoff | Kraftwerke mit Hybridkühlturm |
| ---------- | ----------------------------- |
| Steinkohle | Kohlekraftwerk Moorburg       |
| Steinkohle | Kraftwerk Altbach/Deizisau    |
| Uran       | Kernkraftwerk Neckarwestheim  |